# ブライアン・ララ
ブライアン・チャールズ・ララ（英: Brian Charles Lara、1969年5月2日 - ）は、トリニダード・トバゴのサンタクルーズ出身の元プロクリケット選手。クリケットの歴史の中でも屈指の選手である。